# حوزه انتخابیه خواف و رشتخوار
حوزهٔ انتخابیه خواف و رشتخوار یکی از حوزه از حوزه‌های استان خراسان رضوی برای انتخابات مجلس شورای اسلامی است. این حوزه به مرکزیت خواف، ۱ نماینده دارد.

## نمایندگان
- دوره دهم: محمود نگهبان سلامی
- دوره یازدهم: اکبر احمدپور
- دوره دوازدهم: امیر توکلی رودی

## پی‌نوشت و منبع
- «جدول حوزه‌های انتخابیه در انتخابات دهمین دورهٔ مجلس شورای اسلامی» (PDF). مرکز پژوهش و سنجش افکار صدا و سیما. بایگانی‌شده از اصلی (PDF) در ۵ اكتبر ۲۰۱۸. دریافت‌شده در ۳ ژوئیه ۲۰۱۶. تاریخ وارد شده در |archive-date= را بررسی کنید (کمک)